# Fitatsia incompleta
Fitatsia incompleta là một loài tò vò trong họ Ichneumonidae.